# Mănăstirea Doamnei, Botoșani
Mănăstirea Doamnei este un sat în comuna Curtești din județul Botoșani, Moldova, România.